# Federación Nacionalista Canaria
Federación Nacionalista Canaria (FNC) fue una coalición electoral nacionalista canaria formada por el Partido Nacionalista Canario (PNC), el Partido de Independientes de Lanzarote (PIL) e Independientes de Fuerteventura (IF), dirigidos por Juan Manuel García Ramos. En las elecciones al Parlamento de Canarias de 1999 obtuvo 39.947 votos (4,81%). Obtuvo el 28,10% de los votos en Lanzarote, pero no se le asigna ningún escaño dado que no llega al 6% en el conjunto de Canarias ni el 30% en la isla; sin esta legislación le habrían correspondido 3 escaños. En las elecciones al Parlamento de Canarias de 2003 se sumó a la coalición Unión Canaria de Lorenzo Olarte, con lo cual logró 44.703 votos (4,83%) y 3 escaños por Lanzarote. En las elecciones al Parlamento de Canarias de 2007 la coalición se rompió, puesto que el PNC se presentó con Coalición Canaria.

## Resultados electorales
| Elecciones y fecha | Candidato                | Votos       | %    | Diputados | +/- | Gobierno           |
| ------------------ | ------------------------ | ----------- | ---- | --------- | --- | ------------------ |
| 1999               | Juan Manuel García Ramos | 39.947 (#4) | 4,88 | 0/60      |     | Extraparlamentario |
| 2003               | Lorenzo Olarte           | 44.703 (#4) | 4,89 | 3/60      | 3   | Oposición          |

## Elecciones generales de España de 2023
- Para intentar frenar la ley electoral y obtener representación en el Congreso de los Diputados y Senado Coalición Canaria, Nueva Canarias-Bloque Canarista y Ahora Canarias concurrirán unidos al Congreso y Senado por todas las circunscripciones de Canarias.